# X 42000
Les X 42000 sont une série d'autorails à moteur Diesel fabriqués par De Dietrich pour le compte des compagnies ferroviaires françaises puis de la SNCF.
Issus d'un modèle proposé par De Dietrich en 1935, ils sont déclinés en plusieurs versions avec des longueurs, des formes ou des aménagements de caisse variables selon la compagnie de chemin de fer qui les a achetés. Toutefois, tous sont équipés du même moteur (en deux versions), ce qui conduit la SNCF à les regrouper, à la faveur de la renumérotation de son parc en 1962, dans la même série.
Mis en service entre 1935 et 1942, ils ne circulent que dans la moitié nord de la France et finissent leur carrière en 1976 sur les lignes alsaciennes.

## Genèse de la série
En 1933, De Dietrich présente aux compagnies ferroviaires françaises le prototype d'un autorail bimoteur d'une puissance de 154 kW (210 ch) qui deviendra à la SNCF la série XD 1000-1200. Quatre d'entre elles passent des commandes mais la Compagnie des chemins de fer du Nord, qui s'équipe localement auprès des Aciéries du Nord, s'abstient. La Compagnie des chemins de fer de Paris à Lyon et à la Méditerranée (PLM) renonce à confirmer son intention initiale d'achat, estimant la puissance de l'autorail insuffisante pour les lignes à profil difficile de son réseau.

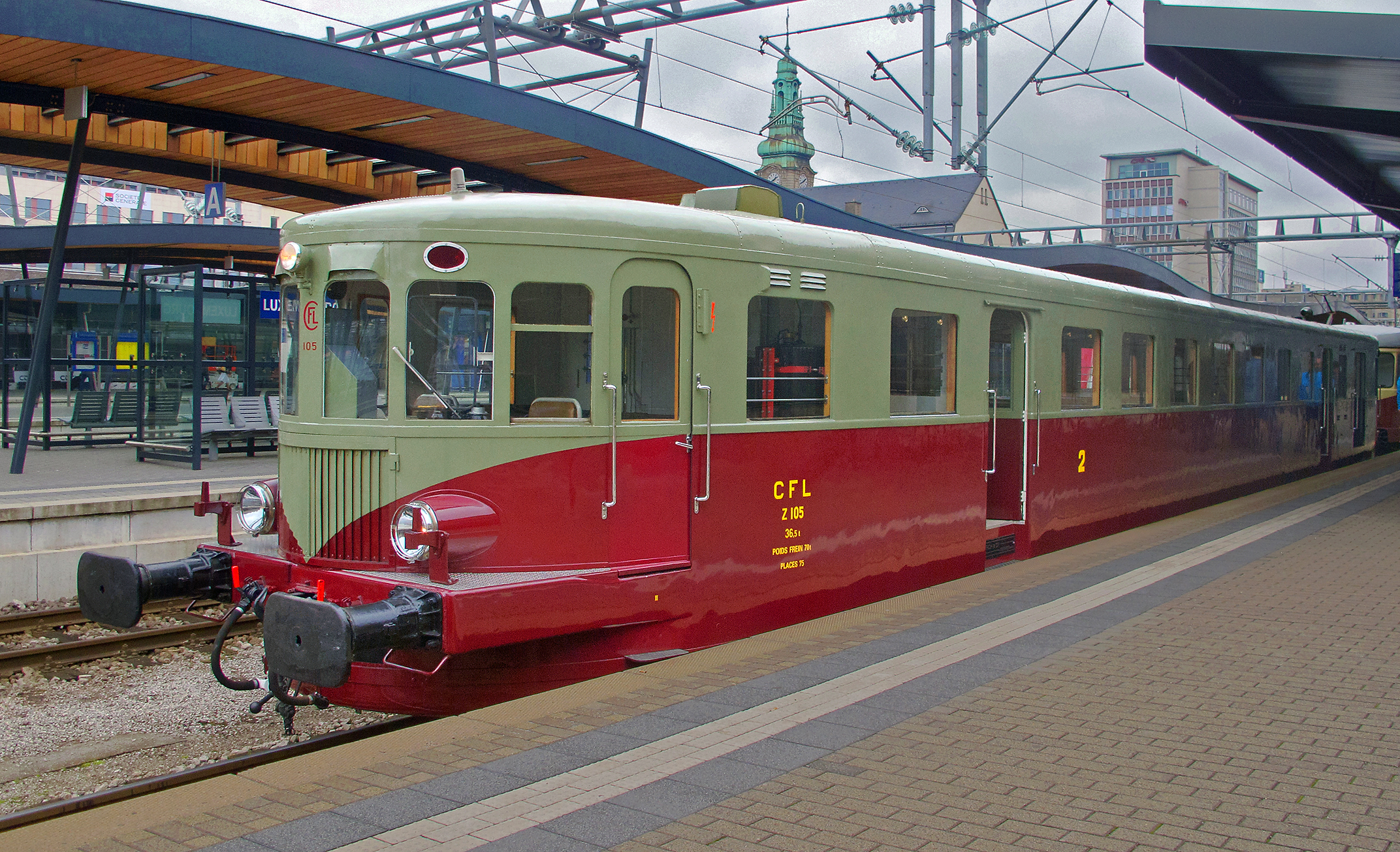
Z 105 des CFL.

Pour répondre, dans un premier temps, aux besoins spécifiques du PLM, De Dietrich met en chantier la construction d'un nouveau type d'autorail, extrapolé du précédent dont il reprend la ligne générale, mais un peu plus long, doté de moteurs plus puissants et pourvu d'un équipement évolué. Le PLM, mais aussi l'Administration des chemins de fer d'Alsace et de Lorraine (AL), la Compagnie des chemins de fer de l'Est (Est) et l'Administration des chemins de fer de l'État (État) commandent au total 35 exemplaires de cet autorail, dans des versions et avec des aménagements intérieurs divers. Ces engins, avec neuf autres livrés à l'État et à la SNCF en 1937 et 1942, mais d'une forme un peu différente, constituent au final la série numérotée X 42000 par la SNCF en 1962.
Après la Seconde Guerre mondiale, la SNCF et la Société nationale des chemins de fer luxembourgeois (CFL) passent commande d'un ultime modèle dérivé des X 42000 : vingt X 3700 pour la SNCF et dix Z 100 pour les CFL.

## Description

### Caractéristiques techniques
L'architecture générale de l'autorail reste la même, avec un engin bimoteur dont chaque bogie de type 1A' supporte un moteur et sa transmission.
La principale modification apportée par De Dietrich à son premier modèle d'autorail est une augmentation significative de la puissance. Deux nouveaux moteurs Diesel à six cylindres en ligne sont installés, des Saurer BXD de 150 ch de puissance unitaire ou des Saurer BXDS de 160 ch. Ce changement de moteur s'accompagne de l'augmentation de l'empattement des bogies, désormais de 3,500 m, et du renforcement de leur structure ; la boîte de vitesses Mylius CV2 à quatre rapports et l'inverseur, pouvant supporter ce surplus de puissance, ne sont pas remplacés. La longueur de la caisse passe à 22,200 m, voire 24,510 m selon les versions, sa largeur étant portée à 2,90 m et sa hauteur à 3,20 m. Les derniers autorails livrés à l'État en 1937 et à la SNCF en 1942 ont une face frontale à profil en étrave et leur longueur atteint 26,080 m.
Le freinage est assuré par un frein à sabot et l'engin est muni d'un attelage Willison permettant son utilisation en jumelage, avec un conducteur par engin. Certaines versions sont même couplables, permettent la conduite d'un train de deux ou trois autorails par un seul agent ; le tableau de bord des autorails est alors équipé de toutes les commandes et instruments de contrôle nécessaire, comme six compte-tours indiquant les régimes des six moteurs de l'attelage. Selon les versions, la vitesse maximale est de 110 (AL et État), 120 (PLM) ou 130 km/h (Est) et la masse à vide des autorails s'établit à 31 ou 32 t.
Au début des années 1950, tous ces autorails sont modifiés par la dépose des équipements de couplage, peu utilisés, et du frein électromagnétique ; un dispositif d'attelage standard allégé remplace le coupleur Willison.

### Aménagements intérieurs
En fonction des souhaits des clients, les aménagements intérieurs sont très variables. Dans tous les cas, toutefois, le chauffage des espaces passagers est assuré par les gaz d'échappement qui circulent le long de la caisse dans des tubes munis d'ailettes. Pour le préchauffage avant la mise en route, ce dispositif peut être raccordé à des circuits de distribution de vapeur qui existent dans beaucoup de dépôts.
Les premiers exemplaires du PLM comportent une plateforme centrale encadrée de deux compartiments de capacité inégale. À l'inverse, les unités de l'AL et les premières commandées par l'État possèdent deux plateformes, de part et d'autre d'un unique compartiment. Les autorails livrés à l'Est se caractérisent par le luxe de leur aménagement en première classe (fauteuils type Pullmann et tablettes) et deuxième classe (fauteuils cuir), même si de légères différences existent entre les deux lots.
| Réseau                                                                       | Nombre initial | N° réseau initial        | N° SNCF final          | Places assises | Strapontins | Longueur (m) | Moteur Saurer |
| ---------------------------------------------------------------------------- | -------------- | ------------------------ | ---------------------- | -------------- | ----------- | ------------ | ------------- |
| PLM                                                                          | 8              | ZZ N 1 à 8               | X 42001 à 42008        | 65             | 4           | 22,200       | BXD           |
| AL                                                                           | 5              | ZZr 28 à 32              | X 42101 à 42105        | 70             | 6           | 24,510       | BXDS          |
| Est                                                                          | 6              | ZZ ABEty 60251 à 60256   | X 42111 à 42114        | 56             | 4           | 22,220       | BXD           |
| État                                                                         | 6              | ZZy 24811 à 24816        | X 42501 à 42506        | 70             | 6           | 24,510       | BXDS          |
| Est                                                                          | 8              | ZZ ABsCEty 90051 à 90058 | X 42621 à 42630        | 65             | 5           | 22,200       | BXDS          |
| PLM                                                                          | 2              | ZZ N 101 et 102          | X 42621 à 42630        | 65             | 4           | 22,200       | BXDS          |
| État                                                                         | 5              | ZZy 24817 à 24821        | X 42511, 42513 à 41515 | 52             |             | 26,080       | BXDS          |
| SNCF                                                                         | 4              |                          | X 42521 à 42524        | 63             |             | 26,080       | BXDS          |
| Moteurs BXD : autorails non couplables - moteurs BXDS : autorails couplables |                |                          |                        |                |             |              |               |

Sauf rares exceptions, les aménagements intérieurs sont modifiés sur l'ensemble de la série au milieu des années 1950 avec l'adoption d'une classe unique à 62 ou 70 places. Le chauffage par les gaz d'échappement, jugé dangereux, fait place à un système par circulation d'eau chaude avec une chaudière à coke.

## Carrière et services

Lignes européennes parcourues par les X 42000 vers 1937,.

Le PLM engage ses autorails, basés à Besançon sur des relations vers Belfort, Dijon, Lons-le-Saunier et Vesoul.
Les engins de l'AL sont affectés aux mêmes dépôts (Mulhouse et Strasbourg) que les XD 1000-1200 et ils effectuent les mêmes services.
L'État envoie ses autorails (premier et second lots) à Rennes où ils opèrent sur les mêmes lignes que les 210 ch (Le Mans, Redon, Saint-Brieuc ou Saint-Malo) mais vont aussi jusqu'à Quimper.
L'aménagement spécifique des premières unités de l'Est, basées à Noisy-le-Sec, les destine à des liaisons rapides entre Paris d'une part et Nancy et Charleville-Mézières d'autre part, ainsi que sur Bar-le-Duc — Metz ; à partir de 1938, elles sont remplacées par des autorails doubles Renault et sont mutées à Vitry-le-François et Langres. Les autorails de la seconde tranche, depuis Langres et Noisy-le-Sec, vont à Paris, Chaumont et Troyes , ils circulent également sur les lignes Paris — Coulommiers et Paris — Sézanne — Épernay.
Tous ces autorails, à l'exception de ceux de la seconde tranche de l'État, sont peu à peu regroupés, après la création de la SNCF, sur les dépôts de Metz et Strasbourg où ils retrouvent les unités commandées par la SNCF et les X 3700 dont ils partagent les attributions. Les derniers autorails commandés par l'État sont réaménagés (cuisine, salle à manger/salle de réunions, chambres à coucher) et dédiés aux voyages officiels,.
Il en reste encore 36 exemplaires en 1968 mais les radiations s'intensifient à partir de 1972 et les derniers sont réformés en 1976.

## Préservation
- X 42511 : préservé par la Cité du train à Mulhouse (Haut-Rhin)[20] en livrée rouge et crème (surnommé « L’autorail du général de Gaulle »).